# Grandville (division sénatoriale canadienne)
Ne doit pas être confondu avec Grandville (conseil législatif).
Pour les articles homonymes, voir Grandville (homonymie).
Division du Sénat du Canada
Grandville est une division sénatoriale du Canada.

## Description
Son territoire correspond approximativement à l'ouest de la région du Bas-Saint-Laurent.

## Liste des sénateurs
| Mandat | Mandat                                                           | Sénateur                             | Parti                     | Nommé par           |
| ------ | ---------------------------------------------------------------- | ------------------------------------ | ------------------------- | ------------------- |
|        | 23 octobre 1867 - 15 décembre 1876                               | Luc Letellier de Saint-Just          | Libéral                   | Proclamation royale |
|        | 2 février 1877 - 1er septembre 1904                              | Charles-Alphonse-Pantaléon Pelletier | Libéral                   | Mackenzie           |
|        | 30 septembre 1904 - 29 décembre 1919                             | Philippe-Auguste Choquette           | Libéral                   | Wilfrid Laurier     |
|        | 31 décembre 1919 - 15 juillet 1946                               | Joseph Amable Thomas Chapais         | Conservateur              | Borden              |
|        | 27 décembre 1946 - 16 février 1966                               | Paul Henri Bouffard                  | Libéral                   | King                |
|        | 8 juillet 1966 - 2 octobre 1988                                  | Léopold Langlois                     | Libéral                   | Pearson             |
|        | 23 septembre 1990 - 19 juin 2005                                 | John Lynch-Staunton                  | Progressiste-conservateur | Mulroney            |
|        | 2 août 2005 - 17 juillet 2014                                    | Andrée Champagne                     | Conservateur              | Martin              |
|        | 1er avril 2016 - 15 décembre 2044 (date de retraite obligatoire) | Chantal Petitclerc                   | GSI                       | J. Trudeau          |